# Strange Days (음반)
| 전문가 평가                   | 전문가 평가 |
| 평가 점수                     | 평가 점수   |
| 출처                          | 점수        |
| ----------------------------- | ----------- |
| AllMusic                      | [ 1 ]       |
| Classic Rock                  | [ 2 ]       |
| Encyclopedia of Popular Music | [ 3 ]       |
| MusicHound                    | 3.5/5       |
| PopMatters                    | [ 5 ]       |
| Rolling Stone                 | (favorable) |
| The Rolling Stone Album Guide | [ 7 ]       |
| Slant Magazine                | [ 8 ]       |

《Strange Days》는 1967년 9월 25일, 엘렉트라 레코드가 발매한 미국의 록 밴드 도어스의 두 번째 스튜디오 음반이다. 이 음반은 상업적인 성공을 거두며 미국 빌보드 200에서 3위에 올랐고, 결국 미국 음반 산업 협회 플래티넘 인증을 받았다. 이 음반에는 히트곡 30위 안에 든 〈People Are Strange〉와 〈Love Me Two Times〉가 수록되어 있다.

## 녹음 및 컨셉
《Strange Days》는 1967년 5월부터 8월까지 할리우드의 선 셋 사운드 레코더에서 투어 휴식 시간에 녹음되었다(첫 번째 LP와 동일한 스튜디오). 1966년 세션과는 대조적으로 프로듀서 폴 A. 로스차일드와 엔지니어 브루스 보트닉은 최첨단 8트랙 녹음기를 채용했다. 장기화된 세션은 밴드가 스튜디오에서 실험을 할 수 있게 해주었고, 특이한 기악과 소닉 조작으로 그들의 다른 세계 사운드를 더욱 강화할 수 있게 해주었다. 보트닉에 따르면, 이러한 접근은 밴드가 비틀즈의 《Sgt. Pepper's Lonely Hearts Club Band》의 사전 복사본을 얻고 그들이 들은 것에 대해 "절대 튕겨져 나가는" 것에서 영감을 받았다고 한다. 보트닉은 비틀즈의 예를 따라 도어스가 "새로운 녹음 기술 제한이나 조정이 없다"를 추구하기로 결정했다고 말했다.
《The Doors》와 달리 《Strange Days》는 마림바에서 모그 신시사이저에 이르는 다양한 악기들을 통합하는데, 이는 록 음악 역사에서 신시사이저의 첫 번째 사용들 중 하나로 묘사되어 왔다. 신시사이저의 기여는 폴 비버의 도움으로 연결되었고 리드 싱어인 짐 모리슨이 연주했다. 세션 음악가 더그 루반은 음반 녹음 중에 가끔 베이스를 연주했다.
〈Unhappy Girl〉의 녹음 과정에서 키보디스트 레이 만자렉이 키보드 소개를 거꾸로 연주했고, 그에 상응하는 오버더빙이 나중에 만들어졌다. 〈Horse Latitudes〉 트랙에서 보트닉은 녹음기의 백색 소음을 가져다가 4명의 밴드 멤버들이 특이한 방식으로 다양한 악기를 연주할 때 손으로 감아 속도를 변화시켰다(바람과 비슷한 사운드로). 그런 다음 다양한 목재와 효과를 생성하기 위해 더 다양한 속도를 사용했다.

## 구성
《Strange Days》는 애시드 록, 사이키델릭 팝, 사이키델릭 록으로 번갈아 묘사되었고, 바니 호스킨스는 "포스트 사이키델릭 팝"이라는 레이블을 붙였고, 밴드는 음반 녹음 세션 동안 음악적 콘크리트 기법을 탐구하기도 했다. 이 음반의 몇몇 곡들은 《The Doors》에 등장한 곡들과 비슷한 시기에 작곡되었다. 두 곡(〈My Eyes Have Seen You〉 및 〈Moonlight Drive〉) 은 로비 크리거가 합류하기 전인 1965년 트랜스 월드 퍼시픽 스튜디오에서 데모되었다. 비록 이 곡은 밴드의 데뷔 세션 동안 두 번 시도되었지만, 두 버전 모두 만족스럽지 못한 것으로 간주되었다. 기존의 블루스 편곡인 〈Moonlight Drive〉는 약간 비트가 맞지 않는 리듬과 크리거의 슬라이드 기타가 특징이며, 섬뜩한 사운드를 만들어낸다.
이 음반의 첫 번째 싱글인 〈People Are Strange〉는 1967년 초 크리거, 드러머 존 덴스모어, 우울증에 빠진 모리슨이 로렐 캐니언 정상까지 걸어간 후 작곡되었다. 덴스모어는 그의 책 《Riders on the Storm》에서 이 곡의 작사 과정을 회상했다. 당시 룸메이트였던 덴스모어와 크리거는 낙담한 모리슨이 찾아왔는데, 모리슨은 "매우 우울하다"고 말했다. 모리슨은 〈People Are Strange〉의 초기 가사와 함께 "큰 기쁨"에서 돌아왔다.

## 곡 목록
모든 곡들은 짐 모리슨, 레이 만자렉, 로비 크리거 그리고 존 덴스모어에 의해 작사/작곡하였다.
| #  | 제목                        | 재생 시간 |
| -- | --------------------------- | --------- |
| 1. | 〈Strange Days〉            | 3:05      |
| 2. | 〈You're Lost Little Girl〉 | 3:01      |
| 3. | 〈Love Me Two Times〉       | 3:23      |
| 4. | 〈Unhappy Girl〉            | 2:00      |
| 5. | 〈Horse Latitudes〉         | 1:30      |
| 6. | 〈Moonlight Drive〉         | 3:00      |

| #  | 제목                                 | 재생 시간 |
| -- | ------------------------------------ | --------- |
| 1. | 〈People Are Strange〉               | 2:10      |
| 2. | 〈My Eyes Have Seen You〉            | 2:22      |
| 3. | 〈I Can't See Your Face in My Mind〉 | 3:18      |
| 4. | 〈When the Music's Over〉            | 11:00     |

## 인증
| 국가                                                  | 인증     | 판매량/출하량 |
| ----------------------------------------------------- | -------- | ------------- |
| 캐나다 (뮤직 캐나다)                                  | 플래티넘 | 100,000^      |
| 프랑스 (SNEP)                                         | 2× 골드  | 200,000*      |
| 독일 (BVMI)                                           | 골드     | 250,000^      |
| 영국 (BPI)                                            | 골드     | 100,000^      |
| 미국 (RIAA)                                           | 플래티넘 | 1,000,000^    |
| *판매량을 기반으로 한 인증 ^출하량을 기반으로 한 인증 |          |               |